# Tomislav II
Aymon de Savoie-Aoste
Ne doit pas être confondu avec Aimon de Savoie-Aoste (1967).
Aymon de Savoie-Aoste (en italien : Aimone di Savoia-Aosta), duc de Spolète et quatrième duc d’Aoste est un militaire et explorateur italien, né le 9 mars 1900 à Turin (Italie) et mort le 29 janvier 1948 à Buenos Aires (Argentine).
Membre de la branche d'Aoste de la maison de Savoie, la famille royale italienne, il est proclamé roi de Croatie sous le nom de Tomislav II durant la Seconde Guerre mondiale, en vertu des accords entre l'Italie fasciste et le mouvement croate des oustachis. Son « règne », qui dure de 1941 jusqu'à la capitulation italienne en 1943, demeure cependant purement théorique. En effet, il ne se rend jamais en Croatie, le royaume dont il est nominalement le roi.

## Biographie
Aymon de Savoie-Aoste est le second fils du prince Emmanuel-Philibert de Savoie-Aoste (1869-1931), deuxième duc d'Aoste, et de son épouse la princesse française Hélène d'Orléans (1871-1951). Par son père, il est le petit-fils de l'éphémère roi Amédée Ier d'Espagne (1845-1890) et l'arrière-petit-fils du roi Victor-Emmanuel II d'Italie (1820-1878). Par sa mère, il est le petit-fils de Philippe d’Orléans (1838-1894), comte de Paris et prétendant orléaniste au trône de France sous le nom de Philippe VII.

### Duc de Spolète

#### Formation militaire et Première Guerre mondiale
En 1916, le prince Aymon entre à l’Académie navale de Livourne où il reçoit le grade d’aspirant et devient, dès l’année suivante, sous-lieutenant de la marine royale italienne. Pendant les derniers mois de la Première Guerre mondiale, il s’engage dans l’armée de son pays et intègre une escadrille d’hydravions. Ses actions lui valent d’ailleurs d’être décoré d’une croix de guerre et de diverses médailles.

#### À la conquête du K2

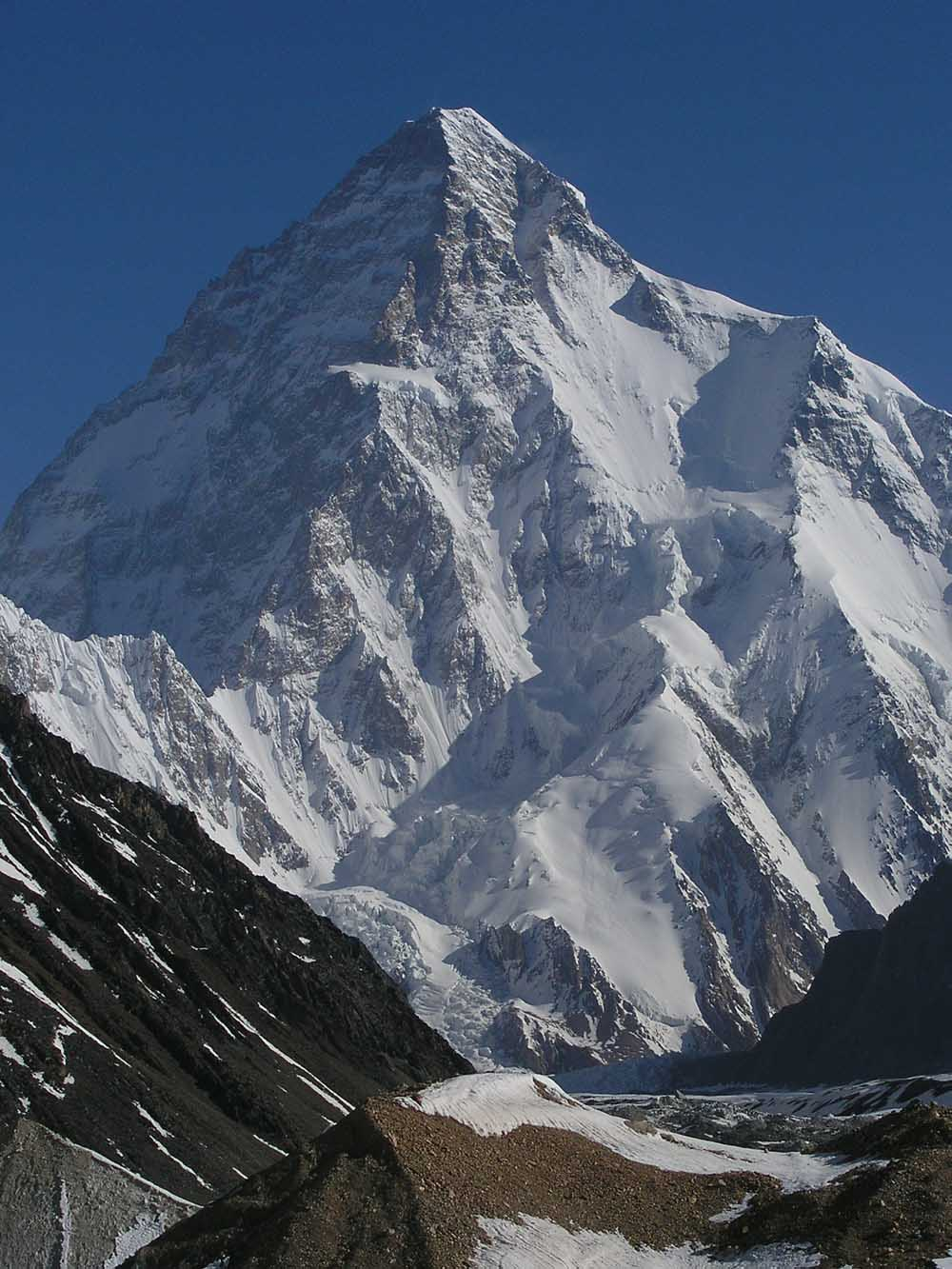
Le K2, dans l'Himalaya.

En 1929, trente ans après que son oncle le prince Louis-Amédée de Savoie (1873-1933), duc des Abruzzes, a tenté d’escalader le K2, Aymon conduit à son tour une expédition dans le massif du Karakoram, en compagnie de l’explorateur italien Ardito Desio. Cependant, le projet échoue à cause des conditions climatiques désastreuses et le jeune prince doit se contenter d’accomplir des recherches scientifiques dans l’Himalaya.

#### Carrière militaire
De retour en Italie, le duc de Spolète poursuit sa carrière militaire et reçoit, le 1er juillet 1934, le grade de capitaine de vaisseau.

### Roi de Croatie

#### Une proclamation surprenante
Le 18 mai 1941, Ante Pavelić, chef des Oustachis, offre la couronne de l’État indépendant de Croatie au prince Aymon de Savoie, qui devient, à cette occasion, le roi Tomislav II de Croatie, en référence au souverain médiéval Tomislav Ier, premier roi de Croatie.
Mais le pays est en réalité un État fantoche, contrôlé par les troupes germano-italiennes qui l’occupent depuis l’invasion du royaume yougoslave, le 6 avril 1941. C’est la raison pour laquelle, lorsqu'il apprend sa nomination au titre de roi, le prince est d’abord convaincu qu’il est la victime d’une mauvaise plaisanterie de son cousin le roi Victor-Emmanuel III (1869-1947).

#### Le refus du statut de fantoche
Par la suite, le nouveau monarque refuse de partir se faire couronner dans la ville de Dunansko Polje, en Bosnie, sous le prétexte de la « question dalmate », provoquée par l’annexion par Mussolini d’un certain nombre de territoires croates situés en bordure de la mer Adriatique. À cette occasion, le prince déclare que, pour lui, la Dalmatie « est une terre qui ne pourra jamais être italianisée » et que son annexion constitue un obstacle à la réconciliation italo-croate. Il refuse, dès lors, de se rendre dans son royaume.
Après l'armistice de Cassibile et le retournement de l'Italie au profit du camp allié le 8 septembre 1943, Ante Pavelić dénonce, le 14 septembre, les accords signés en 1941 avec Benito Mussolini et déchoit ainsi Aymon du trône croate. Il est par contre difficile de dire si cette déchéance s'est accompagnée d'une abdication formelle du duc d'Aoste. Mark Mazower évoque une renonciation au trône à l'été 1943. Ennio Di Nolfo et Maurizio Serra parlent d'une abdication survenue le 12 octobre 1943. Mais Edward Hanson explique quant à lui qu'aucune abdication n'a jamais eu lieu, ce qui expliquerait que l'édition de l’Almanach de Gotha de 1944 continue à présenter le prince comme le souverain de Croatie.

### Duc d'Aoste

#### À Brindisi

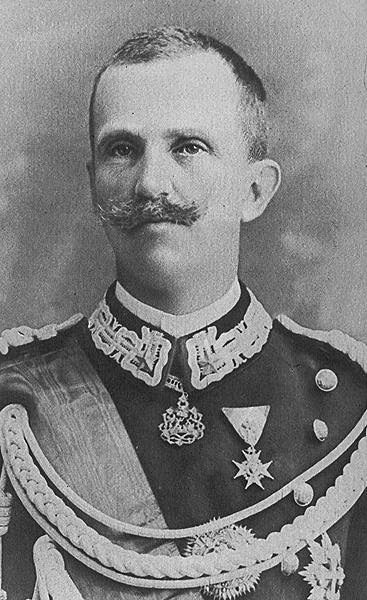
Le roi Victor-Emmanuel III d'Italie.

En septembre 1943, le prince Aymon, alors amiral de la marine royale, suit son cousin le roi Victor-Emmanuel III à Brindisi. Il perd le contact avec son épouse qui est rapidement arrêtée par les Allemands et donne naissance à leur fils unique en captivité.
Dans les derniers mois de la Seconde Guerre mondiale, le prince devient commandant de la base navale de Tarente et reçoit le grade d’amiral d’escadre. Il est cependant renvoyé de ce poste peu de temps après pour avoir critiqué les juges ayant déclaré coupable le général Mario Roatta.

#### Exil
Après le référendum institutionnel de 1946, à l'issue duquel est proclamée la république, le prince Aymon quitte l’Italie et s’installe en Argentine, où il meurt d’un infarctus dix-sept mois plus tard. Sa dépouille mortelle est alors transférée dans la crypte de la basilique de Superga, près de Turin.

### Descendance
Le 1er juillet 1939, il épouse, à Florence, la princesse Irène de Grèce, fille du roi Constantin Ier de Grèce (1868-1923) et de sa femme la princesse Sophie de Prusse (1870-1932). De cette union naît un enfant :
Amédée de Savoie-Aoste, cinquième duc d'Aoste et, pour les monarchistes croates, roi de Croatie sous le nom de « Zvonimir II ». En 1964, ce dernier épouse la princesse française Claude d’Orléans (1943), fille d'Henri d'Orléans, « comte de Paris » et prétendant orléaniste au trône de France, et de son épouse, la princesse franco-brésilienne Isabelle d'Orléans-Bragance (1911-2003).

## Titulature et fonctions
Le 22 septembre 1904, alors âgé d’à peine quatre ans, le jeune Aymon de Savoie reçoit, comme second fils du duc d’Aoste, le titre de duc de Spolète.
Du 18 mai 1941 au 31 juillet 1943, il est reconnu par les puissances de l’Axe, leurs alliés et un certain nombre d’États neutres[Lesquels ?] comme le roi Tomislav II de Croatie, prince de Bosnie et d’Herzégovine, Voïvode de Dalmatie, de Tuzla et de Temun.
À la suite du décès sans postérité masculine de son frère, le prince Amédée, dans un camp de prisonniers britannique de Nairobi, au Kenya, le 3 mars 1942, et jusqu’à sa propre mort, le prince Aymon devient également quatrième duc d’Aoste, prince de Cisterna et de Belriguardo, marquis de Voghera et comte de Ponderano.